# Brijadratha
Brihadratha Mauria fue el último gobernante de la Dinastía mauria. Gobernó entre el 187 y el 180 a. C.
Ese año fue asesinado por su comandante Pushiamitra Sunga, de la casta brahmán (sacerdote).
Según los Puranas, Brihadratha sucedió a Satadhanvan y gobernó durante siete años.
Cuando Brihadratha llegó al trono, los territorios de los mauria alrededor de la capital Pataliputra se habían reducido considerablemente desde la época del gran emperador Ashoka (304-232 a. C.).

## La invasión de Demetrio I
En el 186 a. C., el noroeste de la India (parte de las modernas Afganistán, India y Pakistán) fue atacado por el ejército del rey grecobactriano Demetrio I. Él estableció su dominio sobre el valle de Kabul y parte del Panyab (la actual Pakistán). De acuerdo a la crónica budista Paramparapustaka, Demetrio le dio a Brihadratha su hija Berenice como esposa.
La sección yugá-purana del Gargui-samjita dice que durante el reinado de Brihadratha el ejército yávana (‘jonio’, o sea grecobactriano) dirigido por un tal Dhammamita (Demetrio) invadió el territorio mauria y después de ocupar la región panchala y las ciudades de Saketa y Mathurá, finalmente capturó Pataliputra. Pero pronto tuvo que retornar a Bactriana para luchar una feroz batalla (posiblemente contra Eucrátides I).

## PushiaMitra Sunga usurpa el poder
En el Harshacharita (de Banabhatta) dice que el senapati (jefe del ejército) Pushiamitra hizo desfilar el ejército ante el rey Brihadratha Mauria con el pretexto de mostrarle su fuerza, y en ese momento aplastó a su amo Brihadratha, porque este era demasiado débil como para cumplir su promesa (posiblemente de rechazar a los yávanas).
Brihadratha fue asesinado en el 180 a. C.
El brahmán hinduista Pushiamitra Sunga estableció la dinastía Sunga, que recomenzó la persecución contra los budistas y contra cualquier persona que no fuera hinduista (esa persecución se había detenido hacía unas cuatro décadas, con el emperador Ashoka).